# Julieta Venegas
Julieta Venegas Percevault (Los Angeles, Califórnia, 24 de novembro de 1970), é uma cantora, compositora e instrumentista mexicana. É vencedora do Grammy e de cinco Grammy Latino. Ao longo de sua carreira já vendeu mais de 6,5 milhões de cópias no mundo inteiro.

## Biografia
Nascida em Long Beach, Califórnia, Julieta é filha dos fotógrafos Julia Edith Percevault e José Luis Venegas, tem quatro irmãos e uma irmã gêmea chamada Ivonne. Ela cresceu e viveu toda sua infância em Tijuana, no México, onde começou seus estudos musicais. Sua primeira turnê foi com o grupo Chantaje, que combinava ska e reggae. Com 22 anos foi para a Cidade do México, onde combinou a composição para o teatro com música ao vivo, primeiro com a banda chamada Lula, posteriormente com La Milagrosa e, a continuação, já como cantora solo.
Seu primeiro álbum como solista, gravado em Los Angeles, data de 1997 e reúne 5 anos de trabalho. 2000, desenha o seu segundo álbum chamado Bueninvento com a produção de Gustavo Santaolalla. Em 2003, o álbum traz Sí, um dos mais bem sucedidos de sua carreira, ganhou vários prêmios, tanto para o álbum como seus singles como Andar Conmigo e Algo Está Cambiando. Em 2005 foi nomeada para o Grammy Latino de melhor álbum de rock latino e ganhou o prêmio latino Revelação da Academia de Música da Espanha. Com três trabalhos discográficos solo no mercado (em 2005), "Aquí", "Bueninvento" e "Sí", Venegas estabeleceu uma estreita relação com a Espanha e colaborou com músicos deste país, como Pedro Guerra, Enrique Bunbury, Mastretta e Víctor Manuel.
Compositora versátil, já escreveu também música para o teatro e o cinema. Em 2006, desenha o seu quarto CD chamado "Limón y Sal, publicado na América Latina, Estados Unidos e Espanha, bem como na Itália, Suíça, Portugal, Áustria, Brasil e Bélgica. Esses ano foi nomeada para quatro categorias do Grammy Latino incluindo melhor álbum do ano, com “Limón y Sal”. Ganhou na categoria de Melhor Álbum de Música Alternativa ao mesmo tempo, vencedor do Grammy na categoria de Melhor Álbum Pop Latino. Em 2006 participou do Acústico MTV gravado pelo cantor brasileiro Lenine. Teve participação no álbum tributo a Andrés Calamaro intitulado "Calamaro Querido! (Cantando Al Salmón)" lançado no ano de 2006. Neste álbum duplo interpreta a primeira canção do volume 1 intitulada "Sin Documentos". A mesma versão desta música pode ser encontrada no seu álbum solo Limón y Sal lançado neste mesmo ano.
Em 2008 ele gravou em sua Cidade do México MTV Unplugged com artistas como Marisa Monte, La Mala Rodriguez, Gustavo Santaolalla, Natalia Lafourcade, entre outros. Sua turnê "Desenchufado" passou pela América Latina, Estados Unidos, Brasil, Espanha, Suíça, Reino Unido e outros países europeus. Em 2009 com Érika Martins faz uma versão brasileira da música "Lento"
Leva um ano para escrever canções para sua próxima produção é chamado de "Otra Cosa", lançado em 16 de março de 2010 com seu primeiro single "Bien o Mal".
O álbum "Los Momentos" foi lançado oficialmente em 19 de março de 2013 no México, Espanha, Argentina e Colômbia, em versões CD e DVD, além das lojas de download - nesta mesma data, estando disponível a versão digital para Chile e Brasil - que receberão as versões físicas em 25 de março e 7 de abril, respectivamente. O lançamento em outros países segue o calendário estipulando 22 de março (digital)/5 de abril (CD/DVD) na Suíça, 5 de abril na Alemanha (CD) e 9 de abril nos Estados Unidos (digital/CD). O primeiro single de trabalho do álbum é "Tuve Para Dar".
Em 2016, foi indicada aos Grammy Latinos de Álbum do Ano e Melhor Álbum Pop/Rock por seu álbum Algo Sucede.

## Discografia
| Ano  | CDs                                                 | Vendas      |
| ---- | --------------------------------------------------- | ----------- |
| 1997 | Aquí (BMG)                                          | + 300.000   |
| 2000 | Bueninvento (BMG)                                   | + 600.000   |
| 2003 | Sí (BMG) (CD+VCD) (CD+DVD)                          | + 2.500.000 |
| 2006 | Limón y Sal (Sony BMG) (CD+DVD)                     | + 4.000.000 |
| 2008 | MTV Unplugged (Julieta Venegas) (Sony BMG) (CD+DVD) | + 1.500.000 |
| 2010 | Otra Cosa (Sony International)                      | + 1.500.000 |
| 2013 | Los Momentos (Sony International)                   | + 500.000   |
| 2015 | Algo Sucede (Sony International)                    | + 350.000   |
| 2019 | La Enamorada (Lolein Music)                         | -           |
| 2022 | Tu Historia (Lolein Music)                          | -           |

### Singles
- 1997 - De Mis Pasos
- 1997 - Cómo Sé
- 2000 - Sería Feliz
- 2000 - Hoy No Quiero
- 2003 - Andar Conmigo
- 2004 - Lento
- 2004 - Algo Está Cambiando
- 2005 - Oleada
- 2006 - Me Voy
- 2006 - Limón y Sal
- 2007 - Eres Para Mí
- 2007 - Primer Día
- 2008 - El Presente
- 2008 - Algún Día
- 2010 - Bien o Mal
- 2010 - Despedida
- 2012 - Tuve para Dar
- 2013 - Te Vi
- 2015 - Ese Camino
- 2015 - Buenas Noches, Desolácion

## Filmografia
- Hecho en México (2012)
- El Santos vs. La Tetona Mendoza (2012)

## Prêmios
- 1999 - MTV: Melhor interpretação latina: Cómo sé
- 1998 - Nuestro Rock: Melhor artista revelação
- 2004 - OYE! Canção do ano: "Andar conmigo"
- 2004 - OYE! Solista de rock en español
- 2004 - OYE! Disco do ano: "Sí"
- 2004 - MTV latino: Artista do ano
- 2004 - MTV latino: Melhor solista ou intérprete
- 2004 - MTV latina: Melhor artista norte
- 2005 - Latin Grammy: Melhor álbum de música alternativa
- 2005 - Prêmio da Academia Espanhola da Música: Revelação latina
- 2005 - Antorcha de plata Viña del Mar
- 2005 - Latin billboard: Melhor álbum pop nova geração "Sí"
- 2006 - MTV latino: Melhor solista ou intérprete
- 2006 - Latin Grammy: Melhor álbum de música alternativa
- 2006 - Latin Grammy: Produtor do ano Cachorro López "Limón y Sal"
- 2007 - Grammy Award: Best latin pop album (empate histórico com Ricardo Arjona)
- 2007 - Shangay Madrid 2007: Melhor artista internacional
- 2007 - MTV latino: Artista pop
- 2008 - "Ariel" (Mexico): Melhor soundtrack "Mi principio de Quemar las naves" (prêmio compartilhado com Joselo de Cafe Tacvba)
- 2008 - Latin billlboard: Tema pop airplay do ano, feminino: " Eres para mi"
- 2008 - Latin Grammy: Melhor álbum de música alternativa "MTV Unplugged"
- 2008 - Latin Grammy: Melhor vídeo versão comprida "MTV Unplugged"